# Eudorylas barueriensis
Eudorylas barueriensis är en tvåvingeart som först beskrevs av Hardy 1965.  Eudorylas barueriensis ingår i släktet Eudorylas och familjen ögonflugor. Inga underarter finns listade i Catalogue of Life.